# Stracena pellucida
Stracena pellucida är en fjärilsart som beskrevs av Karl Grünberg 1907. Stracena pellucida ingår i släktet Stracena och familjen tofsspinnare. Inga underarter finns listade i Catalogue of Life.